# Industry Standard Architecture
Industry Standard Architecture (ISA) là bus nội 16 bit của máy tính cá nhân IBM PC/AT và các máy tính tương tự sử dụng vi xử lý Intel 80286 và cao hơn trong thập niên 1980. Nó gần như tương thích ngược với bus 8 bit của IBM PC, PC/XT.
Ban đầu nó được gọi là "bus của PC" (8 bit) hay "bus của AT" (16 bit), còn IBM gọi nó là "I/O Channel". Thuật ngữ "ISA" xuất hiện vào cuối thập niên 80, đầu thập niên 90 do các nhà sản xuất sao chép PC đặt ra khi IBM thay thế nó bằng MicroChannel Architecture.
ISA 16 bit được sử dụng với cả các vi xử lý 32 bit trong nhiêu năm. Đã có một nỗ lực để mở rộng nó lên 32 bit, được gọi là Extended Industry Standard Architecture (EISA), tuy nhiên không thành công cho lắm. Thay vào đó các bus muộn hơn như VLB hay PCI được sử dụng, thường là đi kèm với các khe ISA trên cùng một bo mạch chủ. Các dẫn xuất của ISA bao gồm ATA/IDE, PCMCIA, Compact Flash, PC/104 và LPC (trong các chip Super I/O).
Mặc dù ISA không còn xuất hiện trong máy tính cá nhân đã nhiều năm, nó vẫn được dùng nhiều trong các máy tính công nghiệp, do nhiều card mở rộng chuyên biệt không được nâng cấp lên các bus sau này.

## Kiến trúc của ISA
Bus của PC và PC/XT là các bus 8 bit, dùng trong các máy tính sử dụng Intel 8086 và 8088. Nó chứa 62 đường, trong đó bao gồm 8 đường dữ liệu và 20 đường địa chỉ của 8088, cùng với các đường dẫn nguồn, xung, ngắt, v.v Các đường dẫn nguồn bao gồm -5 V và ±12 V để hỗ trợ các vi mạch pMOS và nMOS chế độ nâng cao như RAM động và một số khác. Kiến trúc bus sử dụng một Intel 8259 duy nhất, tương ứng với tám đường ngắt được ưu tiên hóa và vector hóa. Nó còn bao gồm bốn kênh DMA cung cấp bởi Intel 8237. Ba trong số bốn kênh này được dẫn ra các khe cắm, hai trong số đó được sử dụng bởi các bộ điều khiển ổ đĩa:
| Kênh DMA | Trong khe cắm? | Mục đích chuẩn         |
| -------- | -------------- | ---------------------- |
| 0        | Không          | Làm tuơi DRAM          |
| 1        | Có             | (tùy ý)                |
| 2        | Có             | Bộ điều khiển đĩa mềm  |
| 3        | Có             | Bộ điều khiển đĩa cứng |

Bus của PC/AT là một phiên bản 16 bit của bus nói trên, được giới thiệu trong IBM PC/AT. Nó mở rộng bus của PC bằng cách thêm vào một đầu nối thứ hai ngắn hơn, nằm thẳng hàng với đầu nối 8 bit. Như vậy các card mở rộng 8 bit có thể dùng trong PC/AT, một sự tương thích ngược. Đầu nối thứ hai cung cấp thêm bốn đường địa chỉ trên tổng số 24, thêm 8 đường dữ liệu trên tổng số 16. Ngoài ra nó còn cung cấp thêm một số đường ngắt do lúc này sử dụng hai Intel 8259, và bốn kênh DMA 16 bit, cộng thêm một số đường điều khiển cho phép tùy chọn chế độ truyền 8 bit/16 bit.
Khe AT ban đầu sử dụng hai đầu nối điện tiêu chuẩn trong các máy PC/AT đầu tiên. Tuy nhiên do sự phổ biến của kiến trúc AT cũng như các khe này, các nhà sản xuất gộp hai đầu nối lại thành một khối duy nhất. Chúng xuất hiện trong hầu hết các PC AT và tương tự kể từ nửa sau thập niên 80. Đầu nối AT thường có màu đen.

### Số lượng thiết bị cho phép
Mỗi thiết bị trên bo mạch chủ đều có IRQ riêng (không thể hiện trong các khe). Các thiết bị 16 bit có thể sử dụng IRQ của PC hoặc PC/AT. Do đó có thể kết nối cùng một lúc lên đến 6 thiết bị, với mỗi thiết bị sử dụng một IRQ 8 bit, và 5 thiết bị, với mỗi thiết bị sử dụng một IRQ 16 bit. Đồng thời, cho phép tối đa 4 thiết bị có thể sử dụng các kênh DMA 8 bit và tối đa 3 thiết bị sử dụng các kênh DMA 16 bit (mỗi kênh chỉ được sử dụng bởi tối đa một thiết bị).

### Các tốc độ bus khác nhau
Ban đầu xung của bus đồng bộ với CPU, dẫn đến các tần số xung khác nhau giữa các nhà sản xuất sao chép PC (một số có thể lên đến 16 hay 20 MHz). Điều này có thể gây ra các vấn đề về thời gian trong phần cứng và phần mềm nếu tốc độ của bus không nằm trong thiết kế của card. Các bo mạch hoặc chipset về sau này sử dụng một bộ tạo xung riêng, hoặc một bộ chia thời để tạo ra xung cố định ở các mức 4, 6 hoặc 8 MHz, hoặc cho phép người dùng điều chỉnh trong BIOS.

## Sử dụng trong quá khứ và hiện tại
Ngày nay ISA vẫn được dùng với mục đích đặc biệt trong một số công nghiệp. Bus PC/104 là một dẫn xuất của ISA, sử dụng cùng các đường tín hiệu nhưng khác đầu nối. Trên bo mạch chủ, ISA bị thay thế bởi LPC trong các kết nối đến thiết bị legacy.

## Giả lập bởi các chip nhúng
Mặc dù hầu hết máy tính hiện đại không có bus ISA vật lý, nhưng hầu hết các PC (x86 và x86-64) đều có các địa chỉ vật lý được gán cho ISA. Một số chipset cầu nam và CPU sử dụng chúng để cung cấp các thông tin về nhiệt độ và điện thế trên bo mạch chủ như là một thiết bị ISA.